# Horst Antes
Horst Antes (Heppenheim (Bergstraße), 28 oktober 1936) is een Duitse schilder, graficus en beeldhouwer.

## Leven en werk
Antes studeerde van 1957 tot 1959 bij HAP Grieshaber schilderkunst aan de Staatliche Akademie der Bildenden Künste Karlsruhe. Omstreeks 1960 schilderde hij zijn eerste Kopffüßler (koppoter) en in 1963 creëerde hij Kopffüßler ook driedimensionaal.
Voorstellingen met een afwijkend en vereenvoudigd lichaamsschema blijven terugkeren in zijn werk. In 1966 ontwierp Antes metaalplastieken voor de zogenaamde Garten der sieben Denkmäler der Lüste in de botanische tuin van de Bundesgartenschau 1967 in Karlsruhe.
Sinds 1967 is hij hoogleraar schilderkunst aan de kunstacademie van Karlsruhe. In 1968 was hij gasthoogleraar aan de Hochschule für Bildende Künste in Berlijn. Sinds 1983 is Antes lid van de Freie Akademie der Künste in Hamburg.

## Prijzen
- In 1959 won Antes de Kunstpreis der Stadt Hannover (Pankover-Preis), in 1960 een beurs van de Kulturkreis der Deutschen Wirtschaft en in 1961 Kunstpreis Junger Westen van de stad Recklinghausen.
- In 1962 kreeg hij de Villa-Romana prijs voor een verblijf in Florence en in 1963 de Villa Massimo prijs voor Rome. Hij vertegenwoordigde Duitsland in 1966 bij de Biënnale van Venetië en won de grote prijs. Ook won hij in 1992 de schilderprijs bij de Biënnale van São Paulo in Brazilië.
- Antes werd uitgenodigd voor deelname aan documenta III (1964), de 4.documenta (1968) en documenta 6 (1977) in Kassel.

De kunstenaar leeft en werkt in Karlsruhe, Berlijn en Castellina in Toscane (Italië).

## Fotogalerij

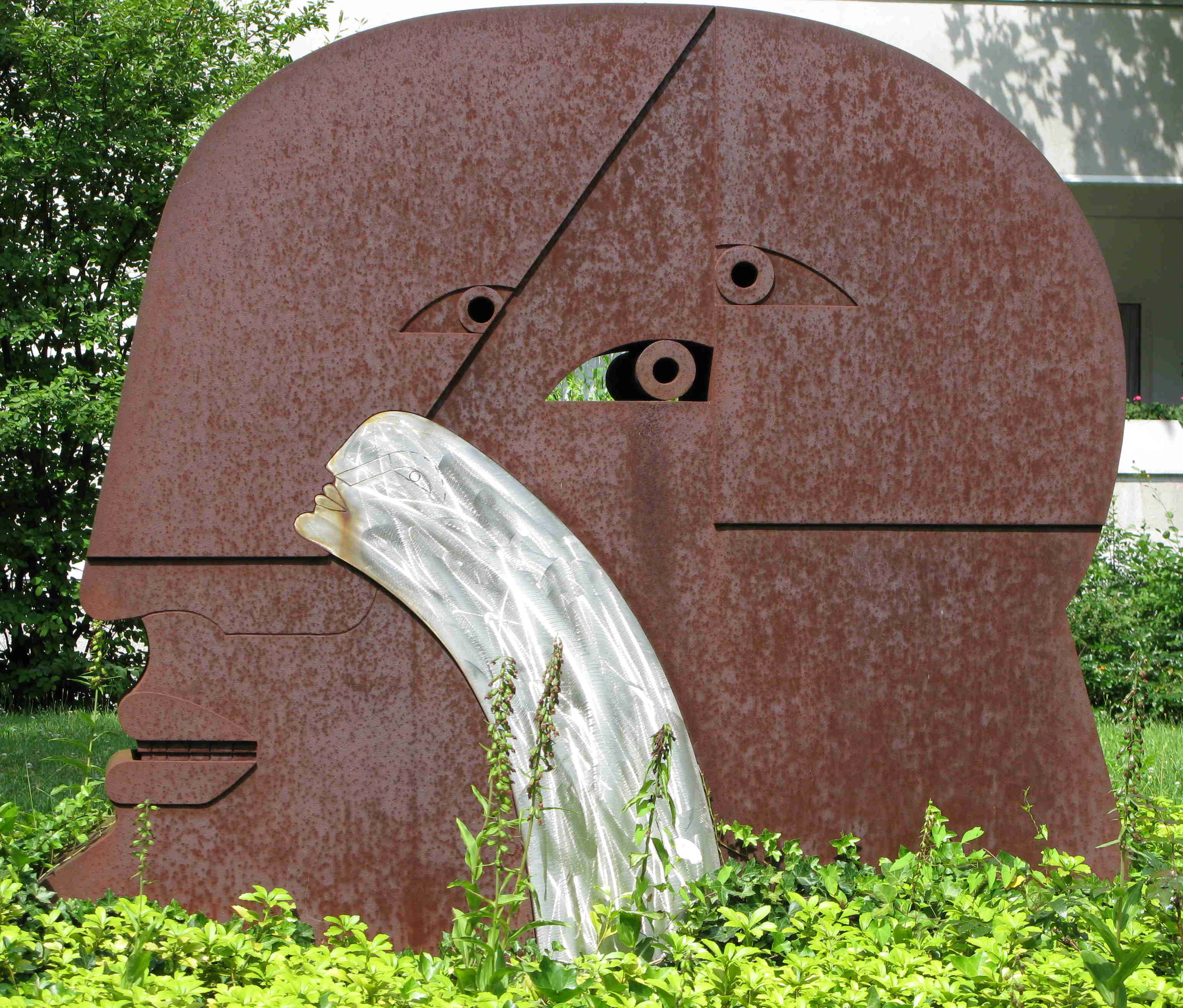
Kopf 73 (1973), Skulpturenensemble Moltkeplatz Essen in Essen
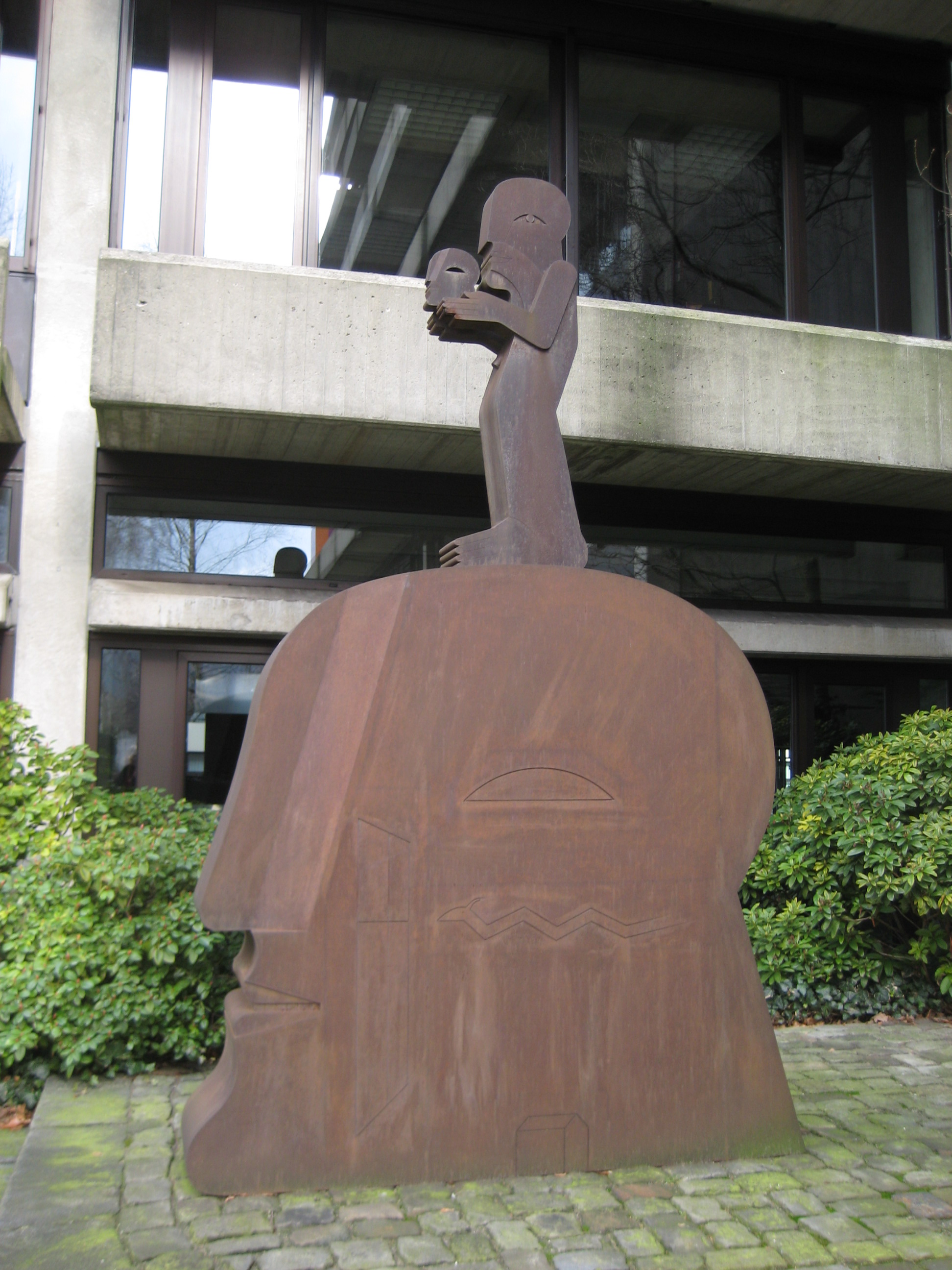
Kopf mit kleiner Figur obendrauf (1976) in Osnabrück
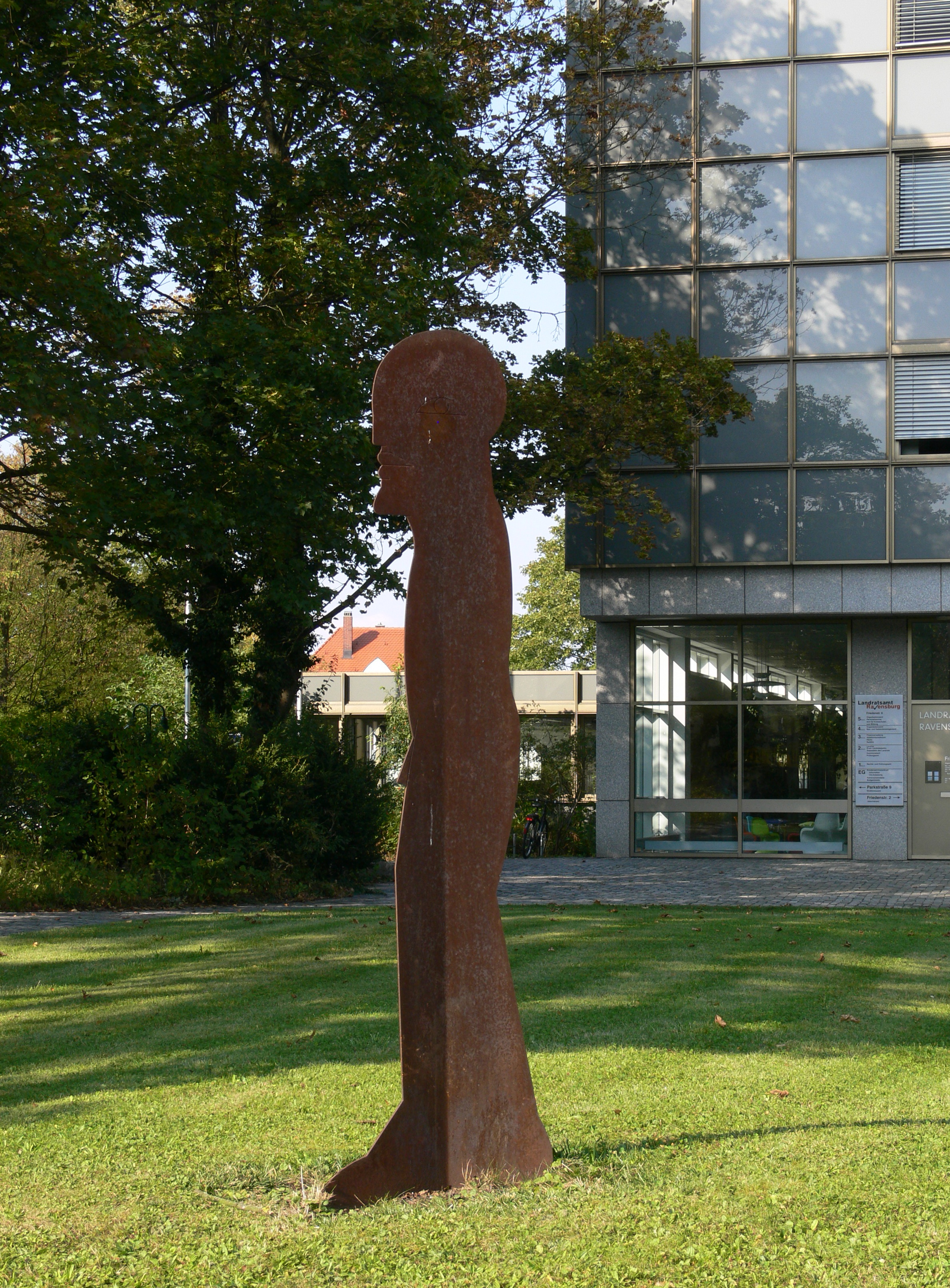
Sculptuur in Ravensburg
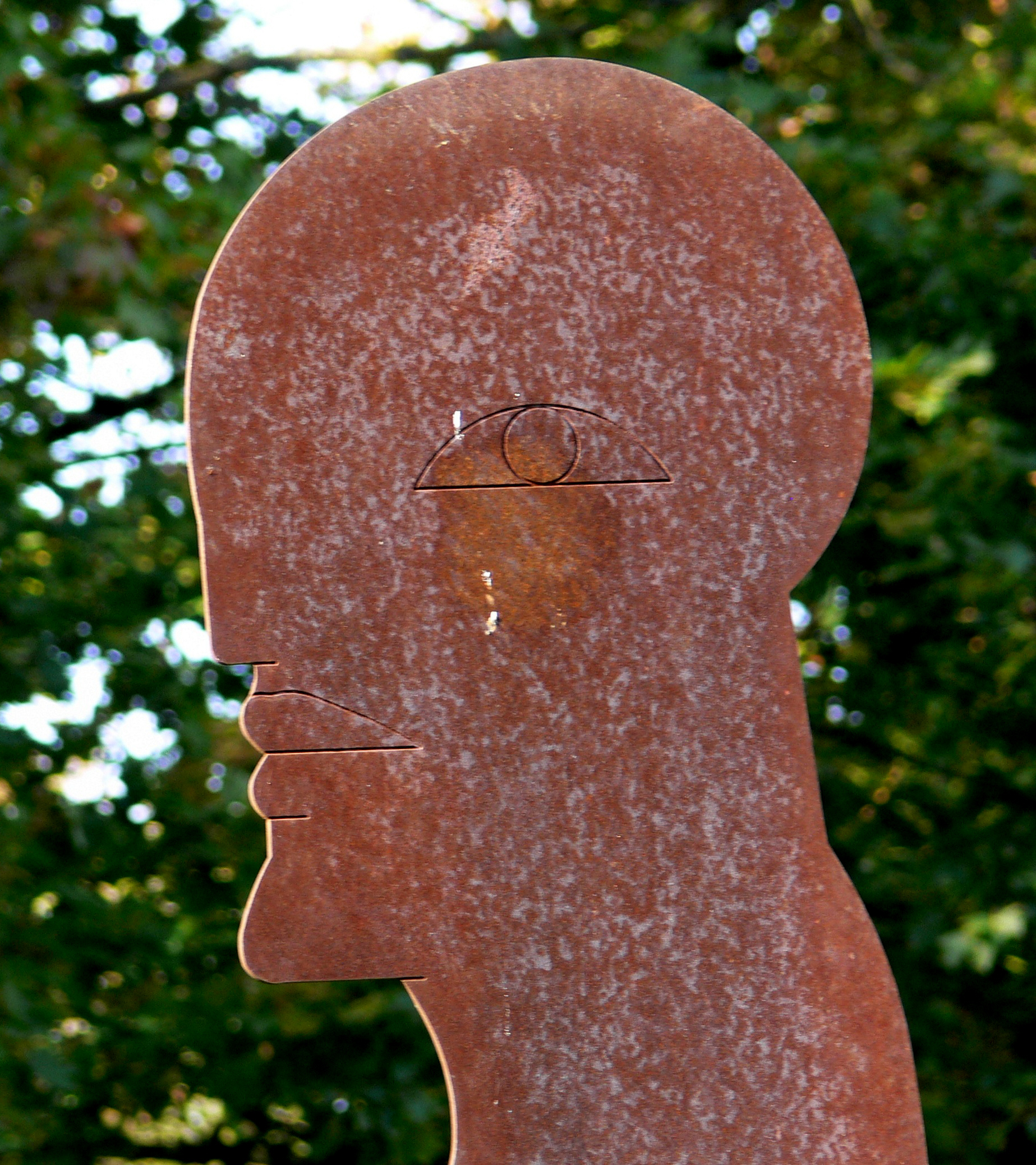
Detail sculptuur in Ravensburg
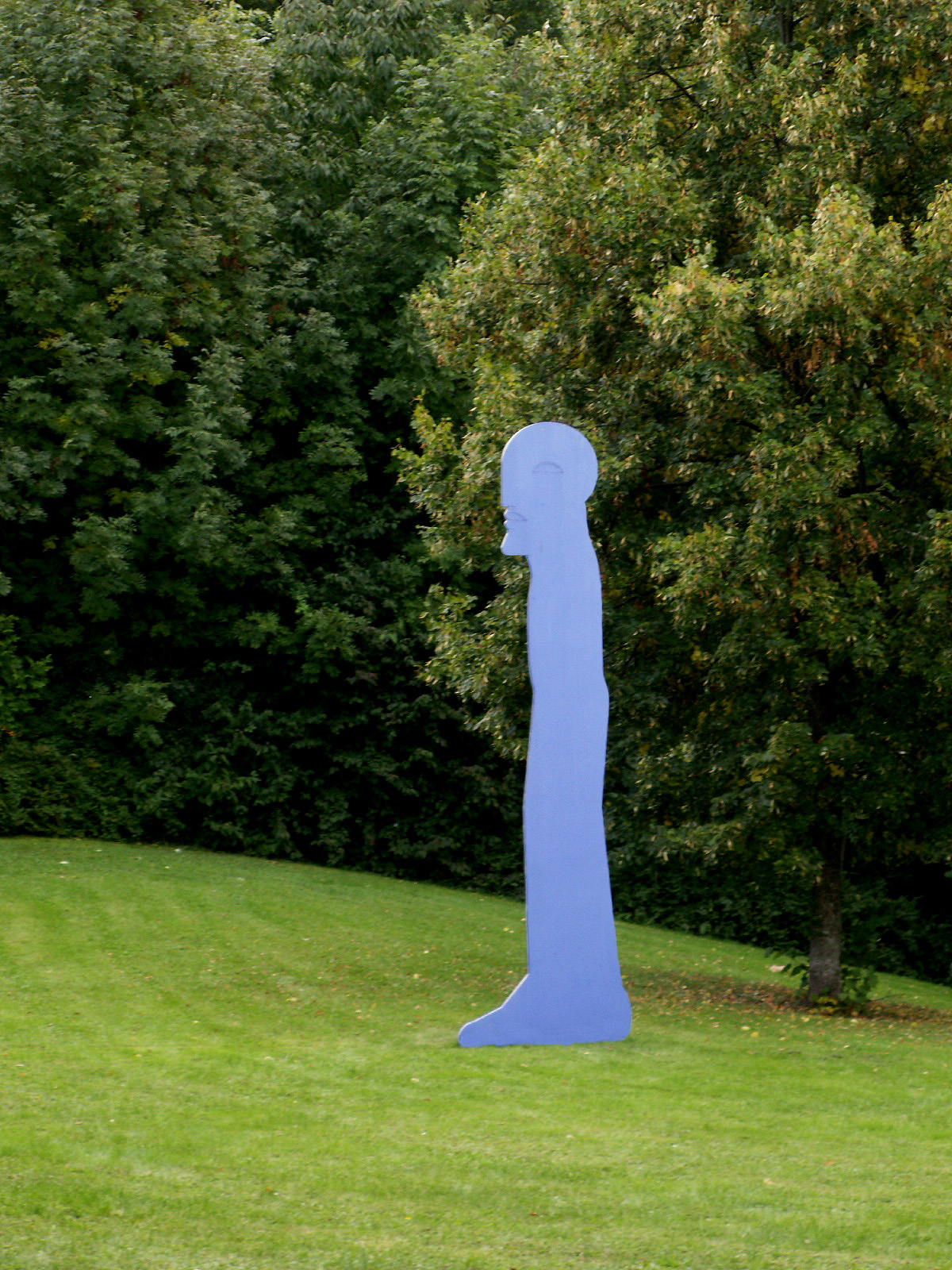
Sculptuur in Balingen
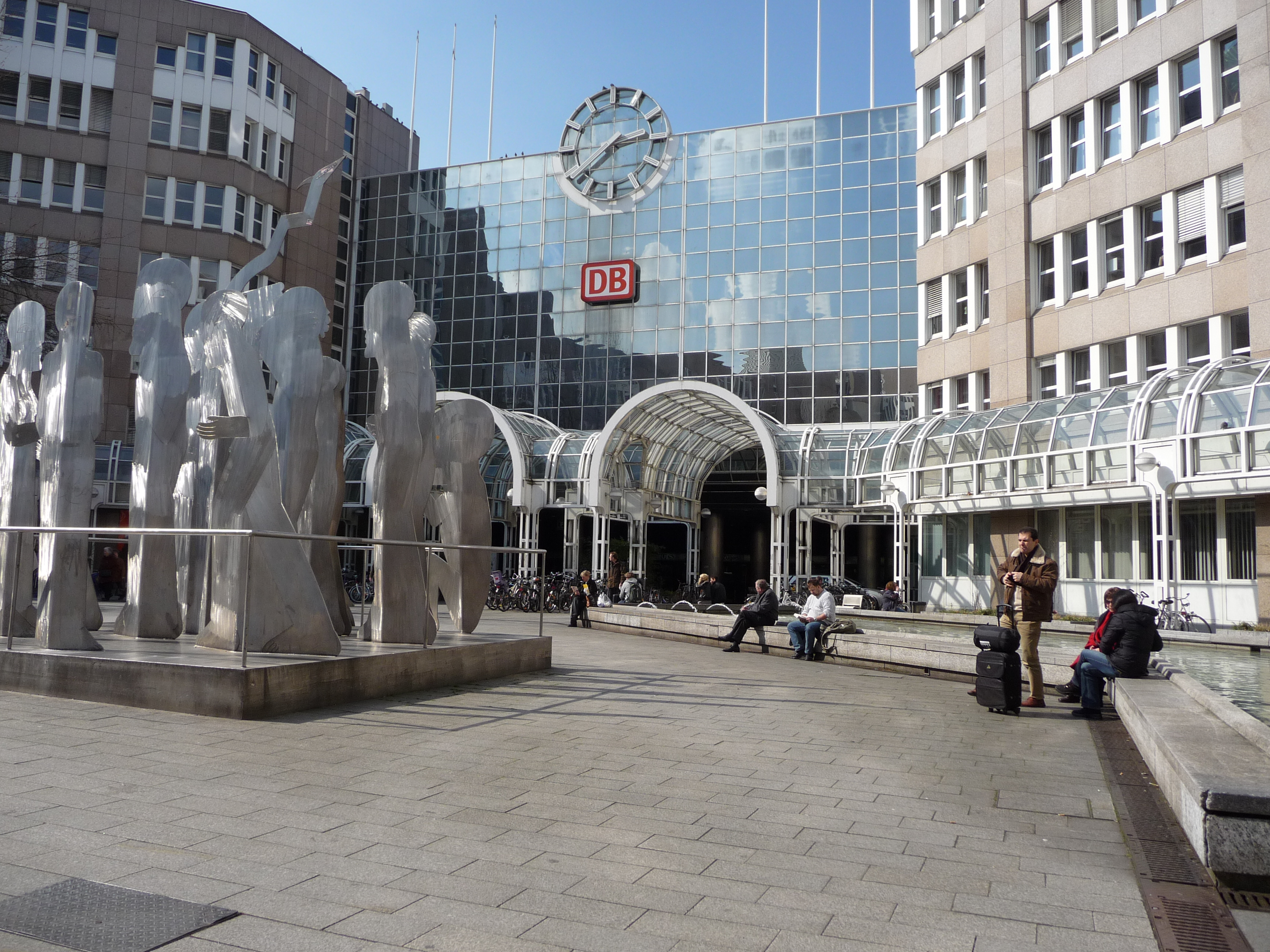
Sculpturen van Horst Antes, Düsseldorf Hauptbahnhof
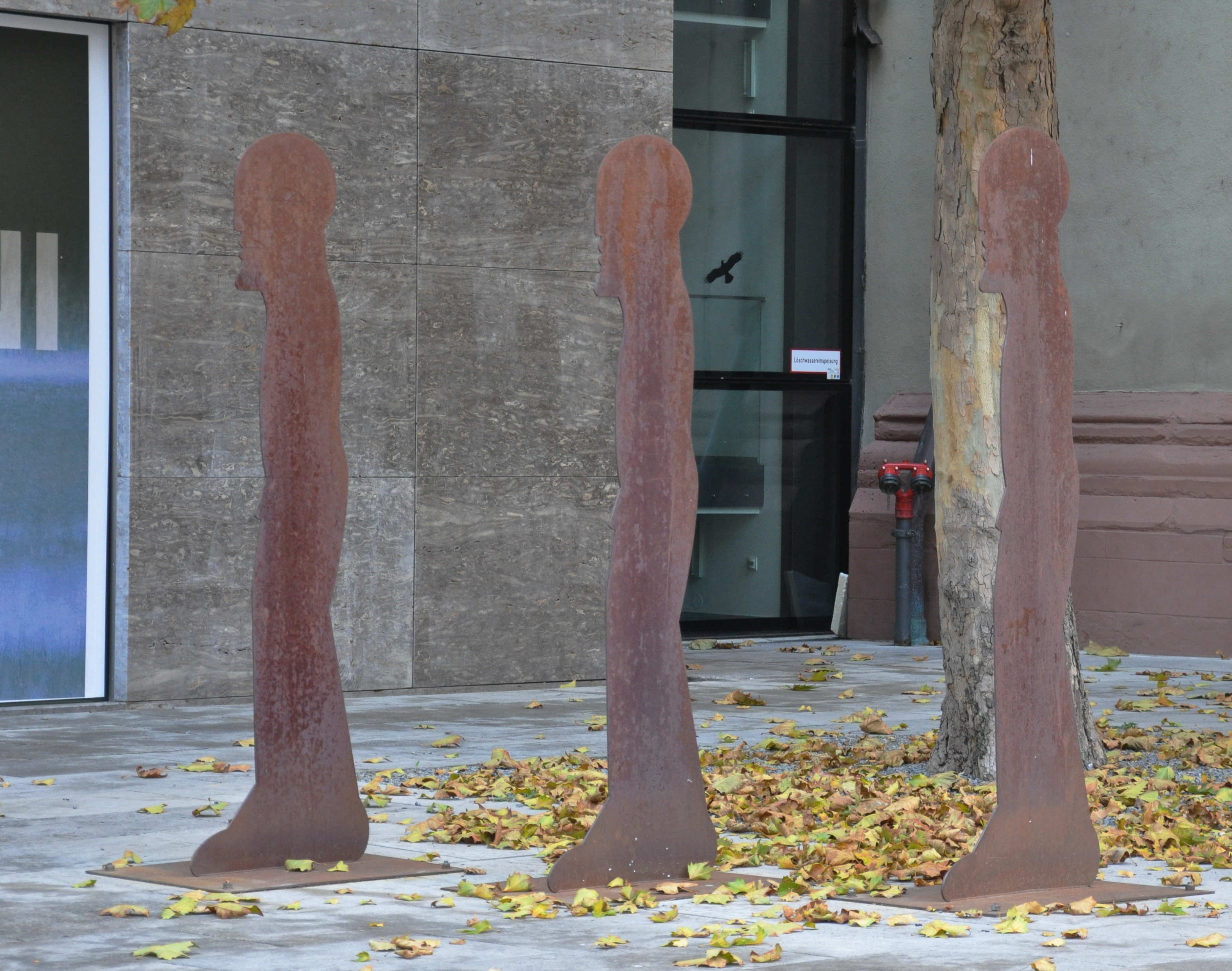
Drei Kopffüßler, Kiliansplatz in Würzburg